# Élections générales espagnoles de 2011 en Estrémadure
Les élections générales espagnoles de 2011 (en espagnol : Elecciones generales de España de 2011) se sont tenues le dimanche 20 novembre 2011 afin d'élire les 350 députés et 208 des 266 sénateurs de la Xe législature des Cortes Generales. 10 députés sont élus en Estrémadure.

## Résultats

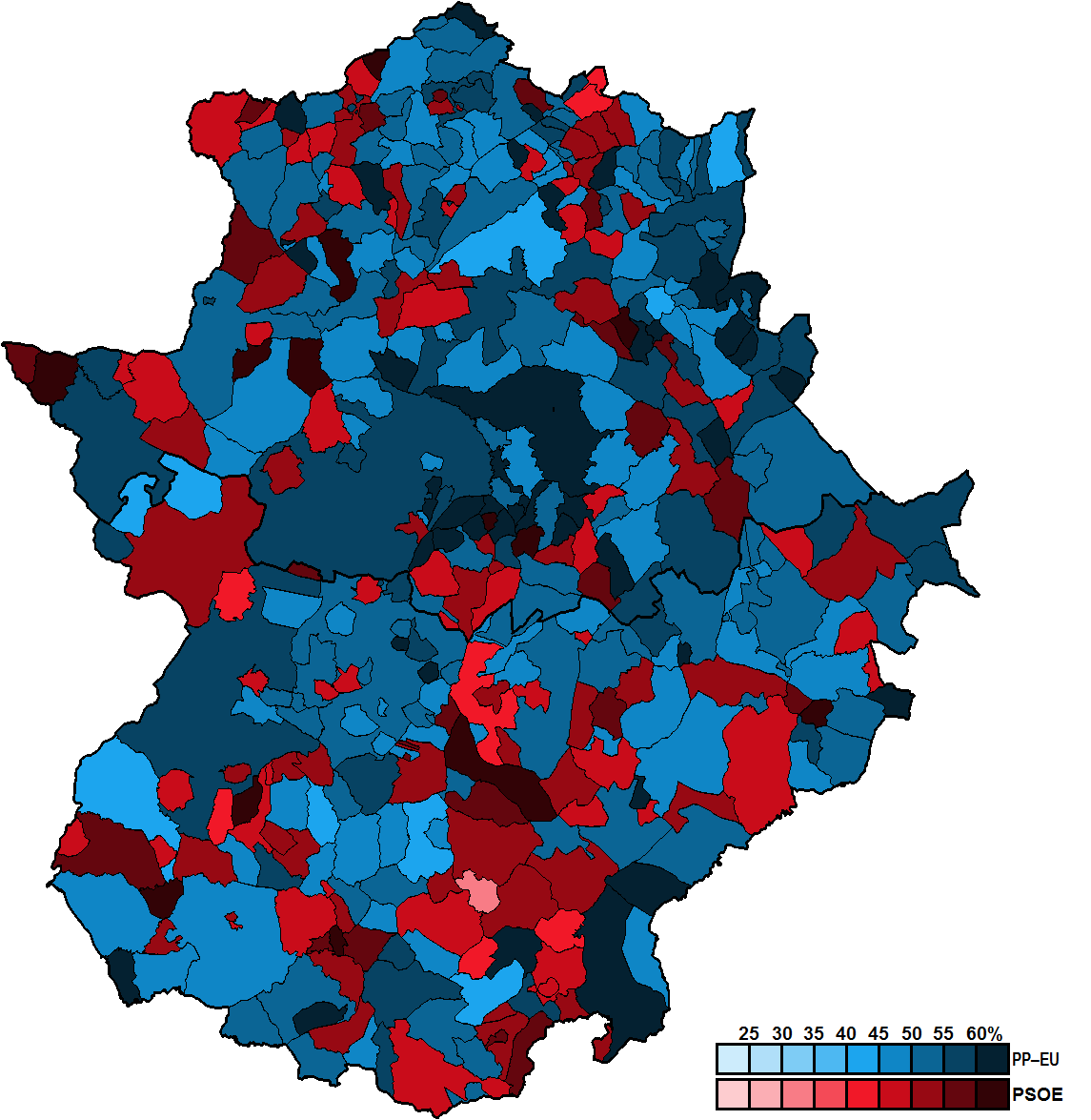
Résultats par commune.

| Parti                  | Parti                                                   | Voix    | %     | +/-   | Sièges | +/-           |
| ---------------------- | ------------------------------------------------------- | ------- | ----- | ----- | ------ | ------------- |
|                        | Liste commune PP-EU                                     | 339 237 | 51,18 | 9,03  | 6      | 1             |
|                        | Parti socialiste ouvrier espagnol (PSOE)                | 246 514 | 37,19 | 15,10 | 4      | 1             |
|                        | Gauche plurielle (IU-SiEx-LV)                           | 37 766  | 5,70  | 2,75  | 0      | en stagnation |
|                        | Union, progrès et démocratie (UPyD)                     | 22 913  | 3,46  | 2,69  | 0      | en stagnation |
|                        | Equo                                                    | 3 496   | 0,53  | Nv.   | 0      | en stagnation |
|                        | Parti animaliste contre la maltraitance animale (PACMA) | 2 257   | 0,34  | 0,22  | 0      | en stagnation |
|                        | Pour un monde + juste (PUM+J)                           | 1 530   | 0,23  | 0,09  | 0      | en stagnation |
|                        | Convergence pour l’Estrémadure (CEx)                    | 1 090   | 0,16  | Nv.   | 0      | en stagnation |
|                        | Unification communiste de l'Espagne (UCE)               | 256     | 0,04  | Nv.   | 0      | en stagnation |
|                        | Vote blanc                                              | 7 773   | 1,17  | 0,34  |        |               |
|                        |                                                         |         |       |       |        |               |
| Suffrages exprimés     | Suffrages exprimés                                      | 662 832 | 98,59 |       |        |               |
| Votes nuls             | Votes nuls                                              | 9 469   | 1,41  |       |        |               |
| Total                  | Total                                                   | 672 302 | 100   | -     | 10     | en stagnation |
| Abstention             | Abstention                                              | 237 264 | 26,09 |       |        |               |
| Inscrits/Participation | Inscrits/Participation                                  | 909 565 | 73,91 |       |        |               |

### Résultats par provinces

#### Badajoz
| Parti                  | Parti                                                   | Voix    | %     | +/-   | Sièges | +/-           |
| ---------------------- | ------------------------------------------------------- | ------- | ----- | ----- | ------ | ------------- |
|                        | Liste commune PP-EU                                     | 207 068 | 50,65 | 8,87  | 4      | 1             |
|                        | Parti socialiste ouvrier espagnol (PSOE)                | 153 692 | 37,59 | 14,75 | 2      | 1             |
|                        | Gauche plurielle (IU-SiEx-LV)                           | 24 344  | 5,95  | 2,86  | 0      | en stagnation |
|                        | Union, progrès et démocratie (UPyD)                     | 14 174  | 3,47  | 2,70  | 0      | en stagnation |
|                        | Equo                                                    | 1 801   | 0,44  | Nv.   | 0      | en stagnation |
|                        | Parti animaliste contre la maltraitance animale (PACMA) | 1 371   | 0,34  | 0,23  | 0      | en stagnation |
|                        | Pour un monde + juste (PUM+J)                           | 986     | 0,24  | 0,07  | 0      | en stagnation |
|                        | Convergence pour l’Estrémadure (CEx)                    | 574     | 0,14  | Nv.   | 0      | en stagnation |
|                        | Vote blanc                                              | 4 832   | 1,18  | 0,34  |        |               |
|                        |                                                         |         |       |       |        |               |
| Suffrages exprimés     | Suffrages exprimés                                      | 408 842 | 98,73 |       |        |               |
| Votes nuls             | Votes nuls                                              | 5 360   | 1,27  |       |        |               |
| Total                  | Total                                                   | 414 102 | 100   | -     | 6      | en stagnation |
| Abstention             | Abstention                                              | 143 366 | 25,72 |       |        |               |
| Inscrits/Participation | Inscrits/Participation                                  | 557 468 | 74,28 |       |        |               |

#### Cáceres
| Parti                  | Parti                                                   | Voix    | %     | +/-   | Sièges | +/-           |
| ---------------------- | ------------------------------------------------------- | ------- | ----- | ----- | ------ | ------------- |
|                        | Liste commune PP-EU                                     | 132 169 | 52,04 | 9,71  | 2      | en stagnation |
|                        | Parti socialiste ouvrier espagnol (PSOE)                | 92 822  | 36,55 | 15,66 | 2      | en stagnation |
|                        | Gauche plurielle (IU-SiEx-LV)                           | 13 422  | 5,28  | 2,56  | 0      | en stagnation |
|                        | Union, progrès et démocratie (UPyD)                     | 8 739   | 3,44  | 2,68  | 0      | en stagnation |
|                        | Equo                                                    | 1 695   | 0,67  | Nv.   | 0      | en stagnation |
|                        | Parti animaliste contre la maltraitance animale (PACMA) | 886     | 0,35  | 0,21  | 0      | en stagnation |
|                        | Pour un monde + juste (PUM+J)                           | 544     | 0,21  | 0,13  | 0      | en stagnation |
|                        | Convergence pour l’Estrémadure (CEx)                    | 516     | 0,20  | Nv.   | 0      | en stagnation |
|                        | Unification communiste de l'Espagne (UCE)               | 256     | 0,10  | Nv.   | 0      | en stagnation |
|                        | Vote blanc                                              | 2 941   | 1,16  | 0,33  |        |               |
|                        |                                                         |         |       |       |        |               |
| Suffrages exprimés     | Suffrages exprimés                                      | 253 990 | 98,37 |       |        |               |
| Votes nuls             | Votes nuls                                              | 4 209   | 1,63  |       |        |               |
| Total                  | Total                                                   | 258 199 | 100   | -     | 4      | en stagnation |
| Abstention             | Abstention                                              | 93 898  | 26,67 |       |        |               |
| Inscrits/Participation | Inscrits/Participation                                  | 352 097 | 73,33 |       |        |               |